# سينليس
سينليس هي بلدة تقع في إقليم واز ضمن منطقة أوت دو فرانس شمالي فرنسا.

## الجغرافيا
تقع سينليس شمال العاصمة باريس، وتُعدّ من البلدات التاريخية التي تتميّز بطابع معماري يعود للعصور الوسطى، وتحيط بها غابات كثيفة مثل غابة إرمينونفيل.

## السكان
وفقًا للمعهد الوطني للإحصاء والدراسات الاقتصادية (INSEE)، بلغ عدد سكان سينليس {{{{{{1}}}}}} نسمة حسب إحصاءات سنة 2022.

## الاقتصاد
يعتمد اقتصاد سينليس على السياحة بفضل معالمها الأثرية، إضافة إلى قطاعات الخدمات والصناعة الخفيفة.

## وصلات خارجية
- في كومنز، مواد إعلامية متعلقة بـ سينليس